# Gaioz Jejelava
Gaioz Jejelava   (Tbilisi, 29 de desembre de 1914 - Tbilisi, 16 de març de 2005) fou un futbolista georgià de les dècades de 1930 i 1940 i entrenador.
Pel que fa a clubs, defensà els colors de Dinamo Tbilisi, on jugà amb Borís Paitxadze.
Un cop retirat fou entrenador a VVS Moscou i Dinamo Tbilisi.